# Calceolaria caespitosa
Calceolaria caespitosa là một loài thực vật có hoa trong họ Calceolariaceae. Loài này được Molau mô tả khoa học đầu tiên năm 1984.